# ISO 3166-1
ISO 3166-1 est une norme internationale de codification des pays. Elle fait partie de la norme ISO 3166.
Publiée par l’Organisation internationale de normalisation (ISO) pour la première fois en 1974, puis en 2006, 2013 et 2020, elle attribue trois codes pour les pays du monde :
- ISO 3166-1 alpha-2 : codes sur deux lettres, recommandé pour de nombreuses applications, notamment les domaines de premier niveau pour chaque pays, ou les codes des unités monétaires (cf.ISO 4217)[2].
- ISO 3166-1 alpha-3 : codes sur trois lettres, permettant une association visuelle avec le nom usuel du pays[2].
- ISO 3166-1 numérique : codes sur trois chiffres, identiques à ceux définis par la division Statistique des Nations unies, dans la spécification UN M.49. Ces codes sont utiles, notamment lorsque les codes doivent être compréhensibles dans des pays n’utilisant pas l’alphabet latin[3].

Les entités géopolitiques mentionnées dans la spécification UN M.49 ne se retrouvent pas toutes dans la norme ISO 1011-1. Cette dernière n'inclut que des pays ou territoires autonomes. On trouve en effet dans la spécification UN M.49 des codes pour le monde, les continents, des parties de continents ou des regroupements correspondant à d’anciens pays couvrant plusieurs pays actuels. Par opposition, la norme ISO 3166-1 ne donne un code qu'à des territoires actuels sans aires communes.

## Affectation et utilisation des codes
Un pays ou territoire obtient généralement de nouveaux codes alphabétiques si son nom change, alors qu’un nouveau code numérique est associé à un changement de frontières. Certains codes dans chaque série sont réservés, pour des raisons diverses.
ISO 3166-1 n’est pas la seule norme de codes pour les pays.
Le Code de rédaction institutionnel de l’Union européenne recommande, pour les pays de l’Union, l'usage du code ISO 3166-1 alpha-2 sauf pour la Grèce (EL) (et autrefois pour le Royaume-Uni (UK) ; voir le Code de rédaction interinstitutionnel).
Les codes des subdivisions internes des pays figurent dans la norme ISO 3166-2.
Les codes devenus obsolètes (à la suite d'une fusion, d'un éclatement ou du changement de nom d'un pays) figurent dans la norme ISO 3166-3.

## Table des codes alpha-2 alloués aux pays et territoires ou réservés
Le tableau ci-dessous reprend l'une des trois parties de la norme ISO 3166-1, dite « codes alpha-2 ».
Il permet de connaître les pays pour lesquels les informations ISO 3166-2 de codification et de nomenclature des subdivisions administratives sont présentes, à partir de la couleur de la cellule dans laquelle se trouve le code affecté au pays (voir la légende sous le tableau).
Il permet également, en cliquant sur un codet, d’aller à l’article de l’encyclopédie qui détaille les informations des données ISO 3166-2 du pays correspondant.
Pour une recherche des informations par nom du pays (en français, ISO, ou dans la langue locale), ou par codes (alpha-2, alpha-3,..) consulter le tableau triable de la section suivante « Table de codage » de cet article.

## Table de codage
Le tableau suivant a pour but de synthétiser la liste complète des codes ISO 3166-1 affectés tels qu’ils sont indiqués par la norme ISO. Les dénominations usuelles en français utilisées sur Wikipédia sont également indiquées.
La liste est présentée triée par défaut selon les noms français normalisés par l’ISO (dans leur forme courte) ; il est possible de trier la table selon un autre critère, à condition que le navigateur utilisé supporte Javascript ; pour ce faire, cliquer sur l’icône de tri dans l’en-tête des colonnes.
La colonne Indépendant précise si le pays est reconnu internationalement comme un État autogéré et indépendant. Les noms français et les noms ISO sont alors également en italique.
Sont présentés en caractères italiques les autres noms usuels (entre parenthèses). Les synonymes définis par l’ISO, ou les territoires indépendants qui sont encore classés au sein d’un autre sont également présentés sans codification, avec un renvoi vers le nom de pays actuel normalisé.
| Code num. | Code alpha -3 | Code alpha -2 | Codes des subdivisions | Nom en français du pays ou territoire        | Nom ISO en français du pays ou territoire    | Nom en forme longue dans la langue originale (translittération) [traduction en français] | Indé- pendant |
| --------- | ------------- | ------------- | ---------------------- | -------------------------------------------- | -------------------------------------------- | --- | ------------- |
| 004       | AFG           | AF            | (ISO 3166-2)           | Afghanistan                                  | AFGHANISTAN                                  | د افغانستان اسلامي دولتدولت اسلامی افغانستان (Da Afghanestan Islami Jomhouriyet) ; جمهوری اسلامی افغانستان (Jomhūrī-ye Eslāmī-ye Afġānestān) ; [République islamique d’Afghanistan] | Oui           |
| 710       | ZAF           | ZA            | (ISO 3166-2)           | Afrique du Sud                               | AFRIQUE DU SUD                               | Republic of South Africa ; Republiek van Suid-Afrika ; IRiphabliki yaseMzantsi Afrika ; IRiphabliki yaseNingizimu Afrika ; IRiphabliki yeSewula Afrika ; [République d’Afrique du Sud] | Oui           |
| 248       | ALA           | AX            | (ISO 3166-2)           | Îles Åland                                   | ÅLAND, ÎLES                                  | Landskapet Åland ; Ahvenanmaan maakunta ; [État libre associé d’Åland] | Non           |
| 008       | ALB           | AL            | (ISO 3166-2)           | Albanie                                      | ALBANIE                                      | Shqipëri ; Republika e Shqipërisë ; [République d’Albanie] | Oui           |
| 012       | DZA           | DZ            | (ISO 3166-2)           | Algérie                                      | ALGÉRIE                                      | الجمهورية الجزائرية الديمقراطية الشعبية (République algérienne démocratique et populaire) ; ⵜⴰⴳⴷⵓⴷⴰ ⵜⴰⵎⴳⴷⴰⵢⵜ ⵜⴰⵖⵔⴼⴰⵏⵜ ⵜⴰⴷⵣⴰⵢⵔⵉⵢⵜ (Tagduda tamegdayt taɣerfant tazzayrit) | Oui           |
| 276       | DEU           | DE            | (ISO 3166-2)           | Allemagne                                    | ALLEMAGNE                                    | Bundesrepublik Deutschland [République fédérale d’Allemagne] | Oui           |
| 020       | AND           | AD            | (ISO 3166-2)           | Andorre                                      | ANDORRE                                      | Principat d’Andorra [Principauté d’Andorre] | Oui           |
| 024       | AGO           | AO            | (ISO 3166-2)           | Angola                                       | ANGOLA                                       | República de Angola [République d’Angola] | Oui           |
| 660       | AIA           | AI            | (ISO 3166-2)           | Anguilla                                     | ANGUILLA                                     | Anguilla | Non           |
| 010       | ATA           | AQ            | (ISO 3166-2)           | Antarctique                                  | ANTARCTIQUE                                  | Traité sur l’Antarctique (entré en vigueur le 1er janvier 1961) ; The Antarctic Treaty ; Tratado Antárctico ; Договор об Антарктике | Non           |
| 028       | ATG           | AG            | (ISO 3166-2)           | Antigua-et-Barbuda                           | ANTIGUA-ET-BARBUDA                           | Antigua and Barbadua | Oui           |
| 682       | SAU           | SA            | (ISO 3166-2)           | Arabie saoudite                              | ARABIE SAOUDITE                              | المملكة العربية السعودية (Mamlakah al `Arabiyahas Su`udiyah) [Royaume d’Arabie saoudite] | Oui           |
| 032       | ARG           | AR            | (ISO 3166-2)           | Argentine                                    | ARGENTINE                                    | Argentina | Oui           |
| 051       | ARM           | AM            | (ISO 3166-2)           | Arménie                                      | ARMÉNIE                                      | Հայաստան (Hayastan) | Oui           |
| 533       | ABW           | AW            | (ISO 3166-2)           | Aruba                                        | ARUBA                                        | Aruba | Non           |
| 036       | AUS           | AU            | (ISO 3166-2)           | Australie                                    | AUSTRALIE                                    | Australia | Oui           |
| 040       | AUT           | AT            | (ISO 3166-2)           | Autriche                                     | AUTRICHE                                     | Österreich | Oui           |
| 031       | AZE           | AZ            | (ISO 3166-2)           | Azerbaïdjan                                  | AZERBAÏDJAN                                  | Azərbaycan Respublikası [République d’Azerbaïdjan] | Oui           |
| 044       | BHS           | BS            | (ISO 3166-2)           | Bahamas                                      | BAHAMAS                                      | Commonwealth of the Bahamas [Commonwealth des Bahamas] | Oui           |
| 048       | BHR           | BH            | (ISO 3166-2)           | Bahreïn                                      | BAHREÏN                                      | مملكة البحرين (Mamlakat al-Bahrayn) [Royaume de Bahreïn] | Oui           |
| 050       | BGD           | BD            | (ISO 3166-2)           | Bangladesh                                   | BANGLADESH                                   | গণপ্রজাতন্ত্রী বাংলাদেশ (Gônoprojatontri Bangladesh) [République populaire du Bangladesh] | Oui           |
| 052       | BRB           | BB            | (ISO 3166-2)           | Barbade                                      | BARBADE                                      | Barbados | Oui           |
| 112       | BLR           | BY            | (ISO 3166-2)           | Biélorussie                                  | BÉLARUS                                      | Беларусь (Belarusy) | Oui           |
| 056       | BEL           | BE            | (ISO 3166-2)           | Belgique                                     | BELGIQUE                                     | (Royaume de) Belgique ; (Koninkrijk) België ; (Königreich) Belgien | Oui           |
| 084       | BLZ           | BZ            | (ISO 3166-2)           | Belize                                       | BELIZE                                       | Belize | Oui           |
| 204       | BEN           | BJ            | (ISO 3166-2)           | Bénin                                        | BÉNIN                                        | Bénin ; Orílẹ̀-èdè Olómìnira ilẹ̀ Benin [République du Bénin] | Oui           |
| 060       | BMU           | BM            | (ISO 3166-2)           | Bermudes                                     | BERMUDES                                     | Bermuda | Non           |
| 064       | BTN           | BT            | (ISO 3166-2)           | Bhoutan                                      | BHOUTAN                                      | འབྲུག་ཡུལ (Druk Yul) | Oui           |
| 068       | BOL           | BO            | (ISO 3166-2)           | Bolivie                                      | BOLIVIE, ÉTAT PLURINATIONAL DE               | (Estado Plurinacional de / República de) Bolivia ; Bulibiya Mama llaqta ; Wuliwya Suyu ; Tetã Volívia | Oui           |
| 535       | BES           | BQ            | (ISO 3166-2)           | Pays-Bas caribéens                           | BONAIRE, SAINT-EUSTACHE ET SABA              | Bonaire, Sint-Eustatius, en Saba | Non           |
| 070       | BIH           | BA            | (ISO 3166-2)           | Bosnie-Herzégovine                           | BOSNIE-HERZÉGOVINE                           | Republika Bosna i Hercegovina [République de Bosnie-Herzégovine] | Oui           |
| 072       | BWA           | BW            | (ISO 3166-2)           | Botswana                                     | BOTSWANA                                     | Republic of Botswana ; Lefatshe la Botswana [République du Botswana] | Oui           |
| 074       | BVT           | BV            | (ISO 3166-2)           | Île Bouvet                                   | BOUVET, ÎLE                                  | Bouvetøya | Non           |
| 076       | BRA           | BR            | (ISO 3166-2)           | Brésil                                       | BRÉSIL                                       | República Federativa do Brasil | Oui           |
| 096       | BRN           | BN            | (ISO 3166-2)           | Brunei                                       | BRUNÉI DARUSSALAM                            | بروني دارالسلام (Negara Brunei Darussalam) ; State of Brunei Darussalam | Oui           |
| 100       | BGR           | BG            | (ISO 3166-2)           | Bulgarie                                     | BULGARIE                                     | Република България (Republika Bălgaria) | Oui           |
| 854       | BFA           | BF            | (ISO 3166-2)           | Burkina Faso                                 | BURKINA FASO                                 | Burkina Faso | Oui           |
| 108       | BDI           | BI            | (ISO 3166-2)           | Burundi                                      | BURUNDI                                      | République du Burundi ; Republika y’Uburundi | Oui           |
| 136       | CYM           | KY            | (ISO 3166-2)           | Îles Caïmans                                 | CAÏMANES, ÎLES                               | Cayman Islands | Non           |
| 116       | KHM           | KH            | (ISO 3166-2)           | Cambodge                                     | CAMBODGE                                     | ព្រះរាជាណាចក្រកម្ពុជា (Preăh Réachéanachâkr Kâmpŭchea) [Royaume du Cambodge] | Oui           |
| 120       | CMR           | CM            | (ISO 3166-2)           | Cameroun                                     | CAMEROUN                                     | Cameroun ; Cameroon | Oui           |
| 124       | CAN           | CA            | (ISO 3166-2)           | Canada                                       | CANADA                                       | Canada ; Canada | Oui           |
| 132       | CPV           | CV            | (ISO 3166-2)           | Cap-Vert                                     | CABO VERDE                                   | Cabo Verde | Oui           |
| 140       | CAF           | CF            | (ISO 3166-2)           | République centrafricaine                    | CENTRAFRICAINE, RÉPUBLIQUE                   | République centrafricaine ; Ködörösêse tî Bêafrîka | Oui           |
| 152       | CHL           | CL            | (ISO 3166-2)           | Chili                                        | CHILI                                        | Chile | Oui           |
| 156       | CHN           | CN            | (ISO 3166-2)           | Chine                                        | CHINE                                        | 中华人民共和国 (Zhōnghuá Rénmín Gònghéguó) [République populaire de Chine] | Oui           |
| 162       | CXR           | CX            | (ISO 3166-2)           | Île Christmas                                | CHRISTMAS, ÎLE                               | (Territory of) Christmas Island [(Territoire de l’)île Christmas] | Non           |
| 196       | CYP           | CY            | (ISO 3166-2)           | Chypre                                       | CHYPRE                                       | Κύπρος (Kýpros) ; Kıbrıs ; Κυπριακή Δημοκρατία (Kypriakí Dimokratía) ; Kibris Cumhuriyeti [République de Chypre] | Oui           |
| 166       | CCK           | CC            | (ISO 3166-2)           | Îles Cocos                                   | COCOS (KEELING), ÎLES                        | Territory of Cocos (Keeling) Islands [Territoire des îles Cocos (Keeling)] | Non           |
| 170       | COL           | CO            | (ISO 3166-2)           | Colombie                                     | COLOMBIE                                     | Colombia | Oui           |
| 174       | COM           | KM            | (ISO 3166-2)           | Comores                                      | COMORES                                      | Union des Comores ; جزر القُمُر (Juzur al-Qumur) ; Udzima wa Komori | Oui           |
| 178       | COG           | CG            | (ISO 3166-2)           | République du Congo                          | CONGO                                        | République du Congo ; Repubilika ya Kongo ; Republiki ya Kongó ; [Congo-Brazzaville] | Oui           |
| 180       | COD           | CD            | (ISO 3166-2)           | République démocratique du Congo             | CONGO, RÉPUBLIQUE DÉMOCRATIQUE DU            | République démocratique du Congo ; Repubilika ya Kongo Demokratiki ; Jamhuri ya Kidemokrasia ya Kongo ; Republiki ya Kongó Demokratiki ; Ditunga dia Kongu wa Mungalaata ; [Congo-Kinshasa ; ex-Zaïre] | Oui           |
| 184       | COK           | CK            | (ISO 3166-2)           | Îles Cook                                    | COOK, ÎLES                                   | Cook Islands | Non           |
| 410       | KOR           | KR            | (ISO 3166-2)           | Corée du Sud                                 | CORÉE, RÉPUBLIQUE DE                         | 대한민국 (Daehan Min-guk) ; 大韓民國 | Oui           |
| 408       | PRK           | KP            | (ISO 3166-2)           | Corée du Nord                                | CORÉE, RÉPUBLIQUE POPULAIRE DÉMOCRATIQUE DE  | 조선민주주의인민공화국 (Chosŏn Minjujuŭi Inmin Konghwaguk) ; 朝鮮民主主義人民共和國 | Oui           |
| 188       | CRI           | CR            | (ISO 3166-2)           | Costa Rica                                   | COSTA RICA                                   | República de Costa Rica [République du Costa Rica] | Oui           |
| 384       | CIV           | CI            | (ISO 3166-2)           | Côte d'Ivoire                                | CÔTE D’IVOIRE                                | Côte d’Ivoire | Oui           |
| 191       | HRV           | HR            | (ISO 3166-2)           | Croatie                                      | CROATIE                                      | Republika Hrvatska [République croate] | Oui           |
| 192       | CUB           | CU            | (ISO 3166-2)           | Cuba                                         | CUBA                                         | República de Cuba [République de Cuba] | Oui           |
| 531       | CUW           | CW            | (ISO 3166-2)           | Curaçao                                      | CURAÇAO                                      | Curaçao, Kòrsou | Non           |
| 208       | DNK           | DK            | (ISO 3166-2)           | Danemark                                     | DANEMARK                                     | Kongeriget Danmark [Royaume du Danemark] | Oui           |
| 262       | DJI           | DJ            | (ISO 3166-2)           | Djibouti                                     | DJIBOUTI                                     | République de Djibouti ; جمهورية جيبوتي (Jumhūriyyat Jībūtī) ; Gabuutih Ummuuno ; Jamahuuriyada Jabuuti | Oui           |
| 214       | DOM           | DO            | (ISO 3166-2)           | République dominicaine                       | DOMINICAINE, RÉPUBLIQUE                      | República Dominicana | Oui           |
| 212       | DMA           | DM            | (ISO 3166-2)           | Dominique                                    | DOMINIQUE                                    | Commonwealth of Dominica [Commonwealth de la Dominique] | Oui           |
| 818       | EGY           | EG            | (ISO 3166-2)           | Égypte                                       | ÉGYPTE                                       | جمهوريّة مصر العربيّة (Gumhuriyyat Miṣr al-ʿArabiyyah) [République arabe d’Égypte] | Oui           |
| 784       | ARE           | AE            | (ISO 3166-2)           | Émirats arabes unis                          | ÉMIRATS ARABES UNIS                          | دولة الإمارات العربيّة المتّحدة (al-ʾImārāt al-ʿArabiyyat al-Muttaḥida) | Oui           |
| 218       | ECU           | EC            | (ISO 3166-2)           | Équateur                                     | ÉQUATEUR                                     | República del Ecuador [République de l’Équateur] | Oui           |
| 232       | ERI           | ER            | (ISO 3166-2)           | Érythrée                                     | ÉRYTHRÉE                                     | ሃገረ ኤርትራ (Hagere Ertra) ; دولة إرتريا (Dawlat Iritriyá) ; State of Eritrea [État d’Érythrée] | Oui           |
| 724       | ESP           | ES            | (ISO 3166-2)           | Espagne                                      | ESPAGNE                                      | España | Oui           |
| 233       | EST           | EE            | (ISO 3166-2)           | Estonie                                      | ESTONIE                                      | Eesti | Oui           |
| 840       | USA           | US            | (ISO 3166-2)           | États-Unis                                   | ÉTATS-UNIS                                   | United States of America (USA) [États-Unis d’Amérique] | Oui           |
| 231       | ETH           | ET            | (ISO 3166-2)           | Éthiopie                                     | ÉTHIOPIE                                     | የኢትዮጵያ ፌዴራላዊ ዲሞክራሲያዊ ሪፐብሊክ (YeItyopya Fédéralawi Dimokrasiyawi Ripeblik) [République démocratique fédérale d’Éthiopie] | Oui           |
| 238       | FLK           | FK            | (ISO 3166-2)           | Îles Malouines                               | FALKLAND, ÎLES (MALVINAS)                    | Falkland Islands [Îles Falkland ; Îles Malouines] | Non           |
| 234       | FRO           | FO            | (ISO 3166-2)           | Îles Féroé                                   | FÉROÉ, ÎLES                                  | Føroyar ; Færøerne | Non           |
| 242       | FJI           | FJ            | (ISO 3166-2)           | Fidji                                        | FIDJI                                        | Republic of Fiji ; Matanitu ko Viti ; फ़िजी द्वीप समूह गणराज्य (Fiji Dvip Qamooh Ganarajya) [République des Fidji] | Oui           |
| 246       | FIN           | FI            | (ISO 3166-2)           | Finlande                                     | FINLANDE                                     | Suomen Tasavalta [République de Finlande] | Oui           |
| 250       | FRA           | FR            | (ISO 3166-2)           | France                                       | FRANCE                                       | République française | Oui           |
| 266       | GAB           | GA            | (ISO 3166-2)           | Gabon                                        | GABON                                        | République gabonaise | Oui           |
| 270       | GMB           | GM            | (ISO 3166-2)           | Gambie                                       | GAMBIE                                       | Republic of Gambia [République de Gambie] | Oui           |
| 268       | GEO           | GE            | (ISO 3166-2)           | Géorgie                                      | GÉORGIE                                      | საქართველო (Sakartvelo) | Oui           |
| 239       | SGS           | GS            | (ISO 3166-2)           | Géorgie du Sud-et-les îles Sandwich du Sud   | GÉORGIE DU SUD ET LES ÎLES SANDWICH DU SUD   | Géorgie du Sud-et-les Îles Sandwich du Sud | Non           |
| 288       | GHA           | GH            | (ISO 3166-2)           | Ghana                                        | GHANA                                        | Republic of Ghana [République du Ghana] | Oui           |
| 292       | GIB           | GI            | (ISO 3166-2)           | Gibraltar                                    | GIBRALTAR                                    | | Non           |
| 300       | GRC           | GR            | (ISO 3166-2)           | Grèce                                        | GRÈCE                                        | Ελλάδα (Ellinikí Dimokratía) [République hellénique] | Oui           |
| 308       | GRD           | GD            | (ISO 3166-2)           | Grenade                                      | GRENADE                                      | Commonwealth of Grenada [Commonwealth de la Grenade] | Oui           |
| 304       | GRL           | GL            | (ISO 3166-2)           | Groenland                                    | GROENLAND                                    | Kalaallit Nunaat ; Grønland | Non           |
| 312       | GLP           | GP            | (ISO 3166-2)           | Guadeloupe                                   | GUADELOUPE                                   | | Non           |
| 316       | GUM           | GU            | (ISO 3166-2)           | Guam                                         | GUAM                                         | Guam ; Guåhån | Non           |
| 320       | GTM           | GT            | (ISO 3166-2)           | Guatemala                                    | GUATEMALA                                    | República de Guatemala [République du Guatemala] | Oui           |
| 831       | GGY           | GG            | (ISO 3166-2)           | Guernesey                                    | GUERNESEY                                    | Guernsey | Non           |
| 324       | GIN           | GN            | (ISO 3166-2)           | Guinée                                       | GUINÉE                                       | République de Guinée | Oui           |
| 624       | GNB           | GW            | (ISO 3166-2)           | Guinée-Bissau                                | GUINÉE-BISSAU                                | República da Guiné-Bissau [République de Guinée-Bissau] | Oui           |
| 226       | GNQ           | GQ            | (ISO 3166-2)           | Guinée équatoriale                           | GUINÉE ÉQUATORIALE                           | República de Guiena ecuatorial ; République de Guinée équatoriale ; República da Guiné Equatorial | Oui           |
| 328       | GUY           | GY            | (ISO 3166-2)           | Guyana                                       | GUYANA                                       | Co-Operative Republic of Guyana [République coopérative du Guyana] | Oui           |
| 254       | GUF           | GF            | (ISO 3166-2)           | Guyane                                       | GUYANE FRANÇAISE                             | Guyane | Non           |
| 332       | HTI           | HT            | (ISO 3166-2)           | Haïti                                        | HAÏTI                                        | Repiblik d’Ayiti ; République d’Haïti | Oui           |
| 334       | HMD           | HM            | (ISO 3166-2)           | Îles Heard-et-MacDonald                      | HEARD ET MACDONALD, ÎLES                     | Heard Island and McDonald Islands | Non           |
| 340       | HND           | HN            | (ISO 3166-2)           | Honduras                                     | HONDURAS                                     | República de Honduras [République du Honduras] | Oui           |
| 344       | HKG           | HK            | (ISO 3166-2)           | Hong Kong                                    | HONG KONG                                    | Hong Kong ; 香港 (Jyutping : Hoeng1 Gong2 ; Yale : Hēunggóng) ; 香港 (Hiông-Kóng) ; Hiong-kang ; 香港 (pinyin : Xiānggǎng) ; 香港特別行政區 ; 香港特别行政区 ; Hong Kong Special Administrative Region of the People’s Republic of China [Région administrative spéciale de Hong Kong de la République populaire de Chine] | Non           |
| 348       | HUN           | HU            | (ISO 3166-2)           | Hongrie                                      | HONGRIE                                      | Magyar | Oui           |
| 581       | UMI           | UM            | (ISO 3166-2)           | Îles mineures éloignées des États-Unis       | ÎLES MINEURES ÉLOIGNÉES DES ÉTATS-UNIS       | United States Minor Outlying Islands | Non           |
| 356       | IND           | IN            | (ISO 3166-2)           | Inde                                         | INDE                                         | Republic of India [République de l’Inde] | Oui           |
| 360       | IDN           | ID            | (ISO 3166-2)           | Indonésie                                    | INDONÉSIE                                    | Republik Indonesia [République d’Indonésie] | Oui           |
| 364       | IRN           | IR            | (ISO 3166-2)           | Iran                                         | IRAN, RÉPUBLIQUE ISLAMIQUE D’                | جمهوری اسلامی ايران (Jomhūrī-ye Eslāmī-ye Īrān) | Oui           |
| 368       | IRQ           | IQ            | (ISO 3166-2)           | Irak                                         | IRAK                                         | العراق (Al `Irāq) | Oui           |
| 372       | IRL           | IE            | (ISO 3166-2)           | Irlande                                      | IRLANDE                                      | Éire ; Republic of Ireland [République d’Irlande] | Oui           |
| 352       | ISL           | IS            | (ISO 3166-2)           | Islande                                      | ISLANDE                                      | Ísland | Oui           |
| 376       | ISR           | IL            | (ISO 3166-2)           | Israël                                       | ISRAËL                                       | מְדִינַת יִשְׂרָאֵל (Medinat Yisra’el) ; دولة إسرائيل (Dawlat Isrā’īl) [État d’Israël] | Oui           |
| 380       | ITA           | IT            | (ISO 3166-2)           | Italie                                       | ITALIE                                       | Italia | Oui           |
| 388       | JAM           | JM            | (ISO 3166-2)           | Jamaïque                                     | JAMAÏQUE                                     | Jamaica | Oui           |
| 392       | JPN           | JP            | (ISO 3166-2)           | Japon                                        | JAPON                                        | 日本国 (Nihon Koku) [Nation japonaise] | Oui           |
| 832       | JEY           | JE            | (ISO 3166-2)           | Jersey                                       | JERSEY                                       | Bailiwick of Jersey, Bailliage de Jersey | Non           |
| 400       | JOR           | JO            | (ISO 3166-2)           | Jordanie                                     | JORDANIE                                     | المملكة الأردنّيّة الهاشميّة (Al Mamlakah al Urduniyah al Hashimiyah) [Royaume hachémite de Jordanie] | Oui           |
| 398       | KAZ           | KZ            | (ISO 3166-2)           | Kazakhstan                                   | KAZAKHSTAN                                   | Қазақстан Республикасы (Qazaqstan Respublïkası) [République du Kazakhstan] | Oui           |
| 404       | KEN           | KE            | (ISO 3166-2)           | Kenya                                        | KENYA                                        | Jamhuri ya Kenya ; Republic of Kenya [République du Kenya] | Oui           |
| 417       | KGZ           | KG            | (ISO 3166-2)           | Kirghizistan                                 | KIRGHIZISTAN                                 | Кыргыз Республикасы (Kırgız Respublikası) ; Кыргызская республика (Kyrgyzskaya Respublika) [République du Kirghizistan] | Oui           |
| 296       | KIR           | KI            | (ISO 3166-2)           | Kiribati                                     | KIRIBATI                                     | Kiribati | Oui           |
| 414       | KWT           | KW            | (ISO 3166-2)           | Koweït                                       | KOWEÏT                                       | دولة الكويت (Dawlat al Kuwayt) [État du Koweït] | Oui           |
| 418       | LAO           | LA            | (ISO 3166-2)           | Laos                                         | LAO, RÉPUBLIQUE DÉMOCRATIQUE POPULAIRE       | ສາທາລະນະລັດ ປະຊາທິປະໄຕ ປະຊາຊົນລາວ (Sathalanalat Passathipatai Passasson lao) | Oui           |
| 426       | LSO           | LS            | (ISO 3166-2)           | Lesotho                                      | LESOTHO                                      | Muso oa Lesotho ; Kingdom of Lesotho [Royaume du Lesotho] | Oui           |
| 428       | LVA           | LV            | (ISO 3166-2)           | Lettonie                                     | LETTONIE                                     | Latvijas | Oui           |
| 422       | LBN           | LB            | (ISO 3166-2)           | Liban                                        | LIBAN                                        | République du Liban ; الجمهوريّةاللبنانيّة | Oui           |
| 430       | LBR           | LR            | (ISO 3166-2)           | Liberia                                      | LIBÉRIA                                      | Republic of Liberia [République du Liberia] | Oui           |
| 434       | LBY           | LY            | (ISO 3166-2)           | Libye                                        | LIBYE                                        | دولة ليبيا (Dawlat Lībiyya) [État libyen] ; ⵍⵉⴱⵢⴰ (Lībya) | Oui           |
| 438       | LIE           | LI            | (ISO 3166-2)           | Liechtenstein                                | LIECHTENSTEIN                                | Fürstentum Liechtenstein [Principauté du Liechtenstein] | Oui           |
| 440       | LTU           | LT            | (ISO 3166-2)           | Lituanie                                     | LITUANIE                                     | Lietuvos Respublika ; Lietuva [République de Lituanie] | Oui           |
| 442       | LUX           | LU            | (ISO 3166-2)           | Luxembourg                                   | LUXEMBOURG                                   | Groussherzogtum Lëtzebuerg ; Grand Duché de Luxembourg ; Großherzogtum Luxemburg | Oui           |
| 446       | MAC           | MO            | (ISO 3166-2)           | Macao                                        | MACAO                                        | 中華人民共和國澳門特別行政區 (Guhng'wòhgwok Oumún Dahkbiht Hàhngjingkēui) ; Região Administrativa Especial de Macau da República Popular da China [Région administrative spéciale de Macao de la République populaire de Chine]                                                                                            | Non           |
| 807       | MKD           | MK            | (ISO 3166-2)           | Macédoine du Nord                            | MACÉDOINE DU NORD                            | Република Македонија [République de Macédoine] | Oui           |
| 450       | MDG           | MG            | (ISO 3166-2)           | Madagascar                                   | MADAGASCAR                                   | République de Madagascar ; Repoblikan'i Madagasikara | Oui           |
| 458       | MYS           | MY            | (ISO 3166-2)           | Malaisie                                     | MALAISIE                                     | Malaysia | Oui           |
| 454       | MWI           | MW            | (ISO 3166-2)           | Malawi                                       | MALAWI                                       | Republic of Malawi ; Dziko la Malaŵi [République du Malawi] | Oui           |
| 462       | MDV           | MV            | (ISO 3166-2)           | Maldives                                     | MALDIVES                                     | ދިވެހިރާއްޖޭގެ ޖުމްހޫރިއްޔާ (Divehi Rājjey ge Jumhuriyyā) [République des Maldives] | Oui           |
| 466       | MLI           | ML            | (ISO 3166-2)           | Mali                                         | MALI                                         | République du Mali | Oui           |
| 470       | MLT           | MT            | (ISO 3166-2)           | Malte                                        | MALTE                                        | Repubblika ta' Malta ; Republic of Malta [République de Malte] | Oui           |
| 833       | IMN           | IM            | (ISO 3166-2)           | Île de Man                                   | MAN, ÎLE DE                                  | Isle of Man | Non           |
| 580       | MNP           | MP            | (ISO 3166-2)           | Îles Mariannes du Nord                       | MARIANNES DU NORD, ÎLES                      | Commonwealth of the Northern Mariana Islands [Commonwealth des îles Mariannes du Nord] | Non           |
| 504       | MAR           | MA            | (ISO 3166-2)           | Maroc                                        | MAROC                                        | المملكة المغربية (Al Mamlakatu'l-Maghribiya) ; ⵜⴰⴳⵍⴷⵉⵜ ⵏ ⵍⵎⴰⵖⵔⵉⴱ (Tagldit n'Lmeġrib) [Royaume du Maroc] | Oui           |
| 584       | MHL           | MH            | (ISO 3166-2)           | Îles Marshall                                | MARSHALL, ÎLES                               | Aolepān Aorōkin M̧ajeļ ; Republic of the Marshall Islands [République des îles Marshall] | Oui           |
| 474       | MTQ           | MQ            | (ISO 3166-2)           | Martinique                                   | MARTINIQUE                                   | | Non           |
| 480       | MUS           | MU            | (ISO 3166-2)           | Maurice                                      | MAURICE                                      | Mauritius | Oui           |
| 478       | MRT           | MR            | (ISO 3166-2)           | Mauritanie                                   | MAURITANIE                                   | République islamique de Mauritanie ; الجمهورية الإسلامية الموريتانية | Oui           |
| 175       | MYT           | YT            | (ISO 3166-2)           | Mayotte                                      | MAYOTTE                                      | Mayotte | Non           |
| 484       | MEX           | MX            | (ISO 3166-2)           | Mexique                                      | MEXIQUE                                      | Estados Unidos Mexicanos [États-Unis mexicains] | Oui           |
| 583       | FSM           | FM            | (ISO 3166-2)           | États fédérés de Micronésie                  | MICRONÉSIE, ÉTATS FÉDÉRÉS DE                 | Federated States of Micronesia | Oui           |
| 498       | MDA           | MD            | (ISO 3166-2)           | Moldavie                                     | MOLDAVIE                                     | Republica Moldova [République de Moldavie] | Oui           |
| 492       | MCO           | MC            | (ISO 3166-2)           | Monaco                                       | MONACO                                       | | Oui           |
| 496       | MNG           | MN            | (ISO 3166-2)           | Mongolie                                     | MONGOLIE                                     | Монгол Улс (Mongol Uls) [État mongol] | Oui           |
| 499       | MNE           | ME            | (ISO 3166-2)           | Monténégro                                   | MONTÉNÉGRO                                   | Црна Гора (Crna Gora) | Oui           |
| 500       | MSR           | MS            | (ISO 3166-2)           | Montserrat                                   | MONTSERRAT                                   | Montserrat | Non           |
| 508       | MOZ           | MZ            | (ISO 3166-2)           | Mozambique                                   | MOZAMBIQUE                                   | República de Moçambique [République du Mozambique] | Oui           |
| 104       | MMR           | MM            | (ISO 3166-2)           | Birmanie                                     | MYANMAR                                      | Union of Myanmar [Union du Myanmar] | Oui           |
| 516       | NAM           | NA            | (ISO 3166-2)           | Namibie                                      | NAMIBIE                                      | Namibia | Oui           |
| 520       | NRU           | NR            | (ISO 3166-2)           | Nauru                                        | NAURU                                        | Ripublik Naoero ; Republic of Nauru [République de Nauru] | Oui           |
| 524       | NPL           | NP            | (ISO 3166-2)           | Népal                                        | NÉPAL                                        | | Oui           |
| 558       | NIC           | NI            | (ISO 3166-2)           | Nicaragua                                    | NICARAGUA                                    | Republica de Nicaragua [République du Nicaragua] | Oui           |
| 562       | NER           | NE            | (ISO 3166-2)           | Niger                                        | NIGER                                        | | Oui           |
| 566       | NGA           | NG            | (ISO 3166-2)           | Nigeria                                      | NIGÉRIA                                      | Nigeria | Oui           |
| 570       | NIU           | NU            | (ISO 3166-2)           | Niue                                         | NIUÉ                                         | Niue ; Niuē | Non           |
| 574       | NFK           | NF            | (ISO 3166-2)           | Île Norfolk                                  | NORFOLK, ÎLE                                 | Norfolk Island | Non           |
| 578       | NOR           | NO            | (ISO 3166-2)           | Norvège                                      | NORVÈGE                                      | Kongeriket Norge [Royaume de Norvège] ; Noreg | Oui           |
| 540       | NCL           | NC            | (ISO 3166-2)           | Nouvelle-Calédonie                           | NOUVELLE-CALÉDONIE                           | | Non           |
| 554       | NZL           | NZ            | (ISO 3166-2)           | Nouvelle-Zélande                             | NOUVELLE-ZÉLANDE                             | New Zealand | Oui           |
| 086       | IOT           | IO            | (ISO 3166-2)           | Territoire britannique de l'océan Indien     | OCÉAN INDIEN, TERRITOIRE BRITANNIQUE DE L'   | British Indian Ocean Territory | Non           |
| 512       | OMN           | OM            | (ISO 3166-2)           | Oman                                         | OMAN                                         | سلطنة عُمان (Saltanat Uman) [Sultanat d’Oman] | Oui           |
| 800       | UGA           | UG            | (ISO 3166-2)           | Ouganda                                      | OUGANDA                                      | Republic of Uganda ; Jamhuri ya Uganda [République d’Ouganda] | Oui           |
| 860       | UZB           | UZ            | (ISO 3166-2)           | Ouzbékistan                                  | OUZBÉKISTAN                                  | O’zbekiston Respublikasi [République d’Ouzbékistan] | Oui           |
| 586       | PAK           | PK            | (ISO 3166-2)           | Pakistan                                     | PAKISTAN                                     | اسلامی جمہوریت پاکستان (Islami Jamhuria Pakistan) [République islamique du Pakistan] | Oui           |
| 585       | PLW           | PW            | (ISO 3166-2)           | Palaos                                       | PALAOS                                       | Republic of Palau ; Beluu er a Belau [République des Palaos] | Oui           |
| 275       | PSE           | PS            | (ISO 3166-2)           | Palestine                                    | ÉTAT DE PALESTINE                            | دولة فلسطين (Dawlat Filasţīn) | Non           |
| 591       | PAN           | PA            | (ISO 3166-2)           | Panama                                       | PANAMA                                       | República de Panamá [République de Panama] | Oui           |
| 598       | PNG           | PG            | (ISO 3166-2)           | Papouasie-Nouvelle-Guinée                    | PAPOUASIE-NOUVELLE-GUINÉE                    | État indépendant de Papouasie-Nouvelle-Guinée ; Independent State of Papua New Guinea ; Independen Stet bilong Papua Niugini | Oui           |
| 600       | PRY           | PY            | (ISO 3166-2)           | Paraguay                                     | PARAGUAY                                     | República del Paraguay ; Tetä Paraguáype [République du Paraguay] | Oui           |
| 528       | NLD           | NL            | (ISO 3166-2)           | Pays-Bas                                     | PAYS-BAS                                     | Nederland | Oui           |
| 604       | PER           | PE            | (ISO 3166-2)           | Pérou                                        | PÉROU                                        | Perú | Oui           |
| 608       | PHL           | PH            | (ISO 3166-2)           | Philippines                                  | PHILIPPINES                                  | Republika ng Pilipinas [République des Philippines] | Oui           |
| 612       | PCN           | PN            | (ISO 3166-2)           | Îles Pitcairn                                | PITCAIRN                                     | Pitcairn | Non           |
| 616       | POL           | PL            | (ISO 3166-2)           | Pologne                                      | POLOGNE                                      | Polska | Oui           |
| 258       | PYF           | PF            | (ISO 3166-2)           | Polynésie française                          | POLYNÉSIE FRANÇAISE                          | Polynésie française ; Pōrīnetia Farāni | Non           |
| 630       | PRI           | PR            | (ISO 3166-2)           | Porto Rico                                   | PORTO RICO                                   | Estado Libre Asociado de Puerto Rico ; Commonwealth of Puerto Rico [Commonwealth de Porto Rico] | Non           |
| 620       | PRT           | PT            | (ISO 3166-2)           | Portugal                                     | PORTUGAL                                     | Portugal | Oui           |
| 634       | QAT           | QA            | (ISO 3166-2)           | Qatar                                        | QATAR                                        | دولة قطر (Dawlat Qatar) [État du Qatar] | Oui           |
| 638       | REU           | RE            | (ISO 3166-2)           | La Réunion                                   | RÉUNION                                      | La Réunion | Non           |
| 642       | ROU           | RO            | (ISO 3166-2)           | Roumanie                                     | ROUMANIE                                     | România | Oui           |
| 826       | GBR           | GB            | (ISO 3166-2)           | Royaume-Uni                                  | ROYAUME-UNI                                  | United Kingdom | Oui           |
| 643       | RUS           | RU            | (ISO 3166-2)           | Russie                                       | RUSSIE, FÉDÉRATION DE                        | Российская Федерация (Rossiiskaïa Fédératsiya) | Oui           |
| 646       | RWA           | RW            | (ISO 3166-2)           | Rwanda                                       | RWANDA                                       | Repubulika y'u Rwanda ; République rwandaise | Oui           |
| 732       | ESH           | EH            | (ISO 3166-2)           | République arabe sahraouie démocratique      | SAHARA OCCIDENTAL                            | Western Sahara | Non           |
| 652       | BLM           | BL            | (ISO 3166-2)           | Saint-Barthélemy                             | SAINT-BARTHÉLEMY                             | | Non           |
| 659       | KNA           | KN            | (ISO 3166-2)           | Saint-Christophe-et-Niévès                   | SAINT-KITTS-ET-NEVIS                         | Saint Kitts and Nevis | Oui           |
| 674       | SMR           | SM            | (ISO 3166-2)           | Saint-Marin                                  | SAINT-MARIN                                  | San Marino | Oui           |
| 663       | MAF           | MF            | (ISO 3166-2)           | Saint-Martin                                 | SAINT-MARTIN (PARTIE FRANÇAISE)              | | Non           |
| 534       | SXM           | SX            | (ISO 3166-2)           | Saint-Martin                                 | SAINT-MARTIN (PARTIE NÉERLANDAISE)           | Sint Maarten | Non           |
| 666       | SPM           | PM            | (ISO 3166-2)           | Saint-Pierre-et-Miquelon                     | SAINT-PIERRE-ET-MIQUELON                     | | Non           |
| 336       | VAT           | VA            | (ISO 3166-2)           | Saint-Siège (État de la Cité du Vatican)     | SAINT-SIÈGE (ÉTAT DE LA CITÉ DU VATICAN)     | Stato della Città del Vaticano | Oui           |
| 670       | VCT           | VC            | (ISO 3166-2)           | Saint-Vincent-et-les-Grenadines              | SAINT-VINCENT-ET-LES-GRENADINES              | Saint Vincent and the Grenadines | Oui           |
| 654       | SHN           | SH            | (ISO 3166-2)           | Sainte-Hélène, Ascension et Tristan da Cunha | SAINTE-HÉLÈNE, ASCENSION ET TRISTAN DA CUNHA | Saint Helena, Ascension and Tristan da Cunha | Non           |
| 662       | LCA           | LC            | (ISO 3166-2)           | Sainte-Lucie                                 | SAINTE-LUCIE                                 | Commonwealth of Saint Lucia [Commonwealth de Sainte-Lucie] | Oui           |
| 090       | SLB           | SB            | (ISO 3166-2)           | Îles Salomon                                 | SALOMON, ÎLES                                | Solomon Islands | Oui           |
| 222       | SLV           | SV            | (ISO 3166-2)           | Salvador                                     | SALVADOR, EL                                 | República de El Salvador [République du Salvador] | Oui           |
| 882       | WSM           | WS            | (ISO 3166-2)           | Samoa                                        | SAMOA                                        | Malo Sa'oloto Tuto'atasi o Samoa ; Independent State of Samoa [État indépendant des Samoa] | Oui           |
| 016       | ASM           | AS            | (ISO 3166-2)           | Samoa américaines                            | SAMOA AMÉRICAINES                            | American Samoa | Non           |
| 678       | STP           | ST            | (ISO 3166-2)           | Sao Tomé-et-Principe                         | SAO TOMÉ-ET-PRINCIPE                         | República Democrática de São Tomé e Príncipe [République démocratique de Sao Tomé-et-Principe] | Oui           |
| 686       | SEN           | SN            | (ISO 3166-2)           | Sénégal                                      | SÉNÉGAL                                      | République du Sénégal | Oui           |
| 688       | SRB           | RS            | (ISO 3166-2)           | Serbie                                       | SERBIE                                       | Република Србија (Republika Srbija) [République serbe] | Oui           |
| 690       | SYC           | SC            | (ISO 3166-2)           | Seychelles                                   | SEYCHELLES                                   | Repiblik Sesel ; Republic of Seychelles ; République des Seychelles | Oui           |
| 694       | SLE           | SL            | (ISO 3166-2)           | Sierra Leone                                 | SIERRA LEONE                                 | Sierra Leone | Oui           |
| 702       | SGP           | SG            | (ISO 3166-2)           | Singapour                                    | SINGAPOUR                                    | Republic of Singapore, Republik Singapura, Cingkappūrā Kudiyaracu, Xīnjīapō Gònghégúo [République de Singapour] | Oui           |
| 703       | SVK           | SK            | (ISO 3166-2)           | Slovaquie                                    | SLOVAQUIE                                    | Slovenská republika [République slovaque] | Oui           |
| 705       | SVN           | SI            | (ISO 3166-2)           | Slovénie                                     | SLOVÉNIE                                     | Republika Slovenija [République de Slovénie] | Oui           |
| 706       | SOM           | SO            | (ISO 3166-2)           | Somalie                                      | SOMALIE                                      | République fédérale de Somalie ; Jamhuuriyadda Federaalka Soomaaliya ; جمهورية الصومال الفدرالية ; Federal Republic of Somalia | Oui           |
| 729       | SDN           | SD            | (ISO 3166-2)           | Soudan                                       | SOUDAN                                       | جمهورية السودان (Jumhuriyat al-Sudan) [République du Soudan] | Oui           |
| 728       | SSD           | SS            | (ISO 3166-2)           | Soudan du Sud                                | SOUDAN DU SUD                                | Republic of South Sudan [République du Soudan du Sud] | Oui           |
| 144       | LKA           | LK            | (ISO 3166-2)           | Sri Lanka                                    | SRI LANKA                                    | Prajatantrika Samajavadi Janarajaya ; Ilankai Sananayaka Sosolisa Kudiyarasu [République socialiste démocratique du Sri Lanka] | Oui           |
| 752       | SWE           | SE            | (ISO 3166-2)           | Suède                                        | SUÈDE                                        | Sverige | Oui           |
| 756       | CHE           | CH            | (ISO 3166-2)           | Suisse                                       | SUISSE                                       | Confœderatio Helvetica ; Schweizerische Eidgenossenschaft ; Confédération suisse ; Confederazione Svizzera ; Confederaziun svizra ; | Oui           |
| 740       | SUR           | SR            | (ISO 3166-2)           | Suriname                                     | SURINAME                                     | Republiek Suriname [République du Suriname] | Oui           |
| 744       | SJM           | SJ            | (ISO 3166-2)           | Svalbard et île Jan Mayen                    | SVALBARD ET ÎLE JAN MAYEN                    | Svalbard og Jan Mayen | Non           |
| 748       | SWZ           | SZ            | (ISO 3166-2)           | Eswatini                                     | ESWATINI                                     | Umbuso we Swatini ; Kingdom of Eswatini [Royaume d’Eswatini] | Oui           |
| 760       | SYR           | SY            | (ISO 3166-2)           | Syrie                                        | SYRIENNE, RÉPUBLIQUE ARABE                   | الجمهوريّة العربيّة السّوريّة (Al-Jumhūriyyah al-‘Arabīyyah as-Sūriyyah) | Oui           |
| 762       | TJK           | TJ            | (ISO 3166-2)           | Tadjikistan                                  | TADJIKISTAN                                  | Ҷумҳурии Тоҷикистон (Jumhurii Tojikiston) ; Респу́блика Таджикиста́н (Respúblika Tadshikistán) [République du Tadjikistan] | Oui           |
| 158       | TWN           | TW            | (ISO 3166-2)           | Taïwan (République de Chine)                 | TAÏWAN                                       | 台灣 ; 臺灣 ; 台湾 (Táiwān) ; [anciennement Formose] | Oui           |
| 834       | TZA           | TZ            | (ISO 3166-2)           | Tanzanie                                     | TANZANIE, RÉPUBLIQUE UNIE DE                 | United Republic of Tanzania ; Jamhuri ya Muungano wa Tanzania [République unie de Tanzanie] | Oui           |
| 148       | TCD           | TD            | (ISO 3166-2)           | Tchad                                        | TCHAD                                        | جمهورية تشاد (Jumhūriyyat Tshād) ; République du Tchad | Oui           |
| 203       | CZE           | CZ            | (ISO 3166-2)           | Tchéquie                                     | TCHÉQUIE                                     | Česká republika [République tchèque] | Oui           |
| 260       | ATF           | TF            | (ISO 3166-2)           | Terres australes et antarctiques françaises  | TERRES AUSTRALES FRANÇAISES                  | Terres australes et antarctiques françaises | Non           |
| 764       | THA           | TH            | (ISO 3166-2)           | Thaïlande                                    | THAÏLANDE                                    | ราชอาณาจักรไทย (Ratcha Anachak Thai) [Royaume de Thaïlande] | Oui           |
| 626       | TLS           | TL            | (ISO 3166-2)           | Timor oriental                               | TIMOR-LESTE                                  | Repúblika Demokrátika Timor Lorosa'e ; República Democrática de Timor-Leste [République démocratique du Timor oriental] | Oui           |
| 768       | TGO           | TG            | (ISO 3166-2)           | Togo                                         | TOGO                                         | République togolaise | Oui           |
| 772       | TKL           | TK            | (ISO 3166-2)           | Tokelau                                      | TOKELAU                                      | Tokelau | Non           |
| 776       | TON           | TO            | (ISO 3166-2)           | Tonga                                        | TONGA                                        | Pule'anga Fakatu'i 'o Tonga ; Kingdom of Tonga [Royaume des Tonga] | Oui           |
| 780       | TTO           | TT            | (ISO 3166-2)           | Trinité-et-Tobago                            | TRINITÉ-ET-TOBAGO                            | Republic of Trinidad and Tobago [République de Trinité-et-Tobago] | Oui           |
| 788       | TUN           | TN            | (ISO 3166-2)           | Tunisie                                      | TUNISIE                                      | الجمهورية التونسية (al-Jumhūriyya at-Tūnisiyya) [République de Tunisie] | Oui           |
| 795       | TKM           | TM            | (ISO 3166-2)           | Turkménistan                                 | TURKMÉNISTAN                                 | Türkmenistan Respublikasy ; Республика Туркменистан (Respublika Turkmenistan) [République du Turkménistan] | Oui           |
| 796       | TCA           | TC            | (ISO 3166-2)           | Îles Turques-et-Caïques                      | TURKS ET CAÏQUES, ÎLES                       | Turks-and-Caicos | Non           |
| 792       | TUR           | TR            | (ISO 3166-2)           | Turquie                                      | TÜRKİYE                                      | Türkiye Cumhuriyeti [République de Turquie] | Oui           |
| 798       | TUV           | TV            | (ISO 3166-2)           | Tuvalu                                       | TUVALU                                       | Tuvalu ; State of Tuvalu [État des Tuvalu] | Oui           |
| 804       | UKR           | UA            | (ISO 3166-2)           | Ukraine                                      | UKRAINE                                      | Украïна (Ukraïna) | Oui           |
| 858       | URY           | UY            | (ISO 3166-2)           | Uruguay                                      | URUGUAY                                      | República Oriental del Uruguay [République orientale de l’Uruguay] | Oui           |
| 548       | VUT           | VU            | (ISO 3166-2)           | Vanuatu                                      | VANUATU                                      | Ripablik blong Vanuatu ; Republic of Vanuatu ; République de Vanuatu | Oui           |
| 862       | VEN           | VE            | (ISO 3166-2)           | Venezuela                                    | VENEZUELA, RÉPUBLIQUE BOLIVARIENNE DU        | República Bolivariana de Venezuela [République bolivarienne du Venezuela] | Oui           |
| 092       | VGB           | VG            | (ISO 3166-2)           | Îles Vierges britanniques                    | VIERGES BRITANNIQUES, ÎLES                   | British Virgin Islands | Non           |
| 850       | VIR           | VI            | (ISO 3166-2)           | Îles Vierges des États-Unis                  | VIERGES DES ÉTATS-UNIS, ÎLES                 | US Virgin Islands | Non           |
| 704       | VNM           | VN            | (ISO 3166-2)           | Viêt Nam                                     | VIET NAM                                     | Cộng Hoà Xã Hội Chủ Nghĩa Việt Nam ; République socialiste du Viet Nam | Oui           |
| 876       | WLF           | WF            | (ISO 3166-2)           | Wallis-et-Futuna                             | WALLIS-ET-FUTUNA                             | Wallis-et-Futuna | Non           |
| 887       | YEM           | YE            | (ISO 3166-2)           | Yémen                                        | YÉMEN                                        | ﺍﻟﺠﻤﻬﻮﺭﯾّﺔ اليمنية | Oui           |
| 894       | ZMB           | ZM            | (ISO 3166-2)           | Zambie                                       | ZAMBIE                                       | Republic of Zambia [République de Zambie] | Oui           |
| 716       | ZWE           | ZW            | (ISO 3166-2)           | Zimbabwe                                     | ZIMBABWE                                     | Republic of Zimbabwe [République du Zimbabwe] | Oui           |

## Annexe A: liste des territoires couverts par les territoires ou pays codés dans l'ISO 3166-1
Cette liste, fournie dans l’annexe A (informative et non normative) de la norme ISO 3166-1, et classée alphabétiquement par les noms français, reprend les informations notées dans le corps de la norme concernant la définition de chaque zone et d'une façon plus accessible ; elle indique pour chaque territoire le code ISO 3166-1 (alpha-2) du pays ou territoire qui le couvre ; elle ne constitue pas une liste de subdivisions administratives (voir l'ISO 3166-2 pour cela), mais sert uniquement à différencier et délimiter les codes ISO 3166-1 entre eux, selon un critère géographique suffisamment précis pour permettre cette différenciation territoriale.
Elle reprend essentiellement un grand nombre d’îles et d’archipels qui sont : soit en bordure d’une frontière d’État, soit bordées par des eaux internationales ou des eaux partagées par plusieurs pays suivant une frontière invisible non marquée géographiquement.
- Abariringa : KI
- Adélie, Terre : AQ
- Agalega, Îles : MU
- Åland, Îles : AX
- Aldabra, Îles : SC
- Alderney, Île d’ : GG
- Amindivi, Îles : IN
- Amirantes, Îles : SC
- Amsterdam, Île : TF
- Andaman, Îles : IN
- Anegada : VG
- Anjouan : KM
- Annobón, Île d’ : GQ
- Antipodes, Îles : NZ
- Ascension, Île de l’ : SH (AC réservé exceptionnellement)
- Ashmore-et-Cartier, Îles : AU
- Auckland, Îles : NZ
- Aurigny, Île d’ : GG
- Australes, Îles : PF
- Aves, Île d’ ; Birds, Île ; Oiseaux, Île aux : VE
- Babelthuap : PW
- Baker, Île : UM
- Banaba : KI
- Barbuda : AG
- Bassas-da-India : TF (Éparses, Îles)
- Bequia : VC
- Bioko, Île de : GQ
- Birds, Île ; Aves, Île d’ ; Oiseaux, Île aux : VE
- Bismarck, Archipel des : PG
- Bonaire : BQ
- Bougainville : PG
- Brecqhou, Île : GG
- Burhou, Île : GG
- Cabinda : AO
- Caïques, Îles : TC
- Campbell, Île : NZ
- Cargados Carajos Shoals : MU
- Carolines, Îles : FM
- Carolines, partie ouest des Îles : PW
- Carriacou : GD
- Chagos, Archipel : IO
- Chatham, Îles : NZ
- Chuuk : FM
- Clipperton, Île de : FR (CP réservé exceptionnellement)
- Coco, Île du : CR
- Corail, Îles de la Mer de : AU
- Corse : FR (France métropolitaine)
- Cosmoledo, Îles : SC
- Crozet, Archipel : TF
- Cygne, Îles du : HN
- Désirade, La : GP
- Diego Garcia : IO (DG réservé exceptionnellement)
- Ducie, Île : PN
- Éfaté : VU
- Enderbury, Île : KI
- Éparses, Îles : TF
- Europa, Île : TF (Éparses, Îles)
- Farquhar, Îles : SC
- Fernando de Noronha, Île : BR
- France métropolitaine : FR
- Funafuti : TV
- Futuna : WF
- Galápagos, Îles : EC
- Gambier, Îles : PF
- Gilbert, Îles : KI
- Glorieuses, Îles : TF (Éparses, Îles)
- Gough, Île de : SH (Tristan da Cunha, Archipel) (TA réservé exceptionnellement)
- Grand Caïman : KY
- Grande Comore : KM
- Grande Sercq, Île de : GG (CQ réservé exceptionnellement)
- Grenadines du Nord, Îles : VC
- Grenadines du Sud, Îles : GD
- Guadalcanal : SB
- Henderson, Île : PN
- Herm, Île de : GG
- Herzégovine : BA
- Hoorn, Îles de : WF
- Howland, Île : UM
- Inaccessible, Île : SH (Tristan da Cunha, Archipel) (TA réservé exceptionnellement)
- Jaluit : MH
- Jan Mayen, Île : SJ
- Jarvis, Île : UM
- Jethou, Île : GG
- Johnston, Atoll : UM
- Jost Van Dyke : VG
- Juan-de-Nova, Île : TF (Éparses, Îles)
- Juan Fernández, Îles : CL
- Kaliningrad, Région de : RU
- Kerguelen, Îles : TF
- Kermadec, Îles : NZ
- Kingman, Récif : UM
- Kiritimati : KI
- Kosrae : FM
- Laquedives, Îles : IN
- Ligne, partie des Îles de la : KI
- Lihou, Île : GG
- Lord Howe, Île : AU
- Loyauté, Îles : NC
- MacDonald, Îles : HM
- Macquarie, Île : AU
- Mahé : SC
- Majuro : MH
- Malpelo, Île de : CO
- Mariannes, Îles : MP
- Marie-Galante : GP
- Marion, Île : ZA
- Marquises, Îles : PF
- Martim Vaz, Îles : BR
- Malaisie péninsulaire : MY
- Mer de Corail, Îles de la : AU
- Midway, Îles : UM
- Minicoy, Île : IN
- Miquelon : PM
- Mohéli : KM
- Mont Athos, Territoire autonome du : GR
- Moussandam, partie de la Presqu’île de : OM
- Navasse, Île de la : UM
- Nevis : KN
- Nicobar, Îles : IN
- Nightingale, Île : SH (Tristan da Cunha, Archipel) (TA réservé exceptionnellement)
- Oeno, Île : PN
- Oecussi, Exclave de : TL
- Oiseaux, Île aux ; Aves, Île d’ ; Birds, Île : VE
- Ours, Île aux : SJ
- Palmyra, Atoll : UM
- Pâques, Île de : CL
- Penghu, Îles (Pescadores, Îles) : TW
- Pescadores, Îles (Penghu, Îles) : TW
- Petite Sercq, Île de : GG (CQ réservé exceptionnellement)
- Phoenix, Îles : KI
- Pierre Ier, Île : AQ
- Pohnpei : FM
- Prince-Édouard, Île du : ZA
- Principe : ST
- Rarotonga : CK
- Redonda, Île : AG
- Reine-Maud, Terre de la : AQ
- Rio Muni (Région Continentale) : GQ
- Rodrigues, Île : MU
- Rotuma, Île de : FJ
- Saba : BQ
- Sabah : MY
- Saint-Barthélemy : BL
- Saint-Croix : VI
- Saint-Eustache : BQ
- Saint-John : VI
- Saint-Martin, partie nord de : MF
- Saint-Martin, partie sud de ; Sint-Maarten : SX
- Saint-Paul, Île : TF
- Saint-Thomas : VI
- Saint-Vincent, Île : VC
- Sainte-Hélène, Île : SH
- Saintes, Les : GP
- Saipan : MP
- Sala y Gómez, Île : CL
- Salomon du Nord, Îles : PG
- Salomon du Sud, Îles : SB
- San Ambrosio, Île : CL
- San Andrés y Providencia, Îles : CO
- San Félix, Île : CL
- Sandwich du Sud, Îles : GS
- Santa Cruz, Îles : SB
- Santo : VU
- São Tiago : CV
- São Vicente : CV
- Sarawak : MY
- Sercq, Île de Grande : GG (CQ réservé exceptionnellement)
- Sercq, Île de Petite : GG (CQ réservé exceptionnellement)
- Savai’i : WS
- Sint-Maarten ; Saint-Martin, partie sud de l’Archipel : SX
- Société, Archipel de la : PF
- Socotra, Île de : YE
- Stoltenhoff, Île : SH (Tristan da Cunha, Archipel) (TA réservé exceptionnellement)
- Swain’s, Île : AS
- Swan, Îles : HN
- Tahiti : PF (Société, Archipel de la)
- Tarawa : KI
- Tobago : TT
- Tongatapu : TO
- Tortola : VG
- Trinidade, Île de : BR
- Tristan da Cunha, Archipel : SH (TA réservé exceptionnellement)
- Tromelin, Île : TF (Éparses, Îles)
- Tuamotu, Îles : PF
- Tutuila : AS
- Upolu : WS
- Uvea : WF
- Vanua Levu : FJ
- Virgin Gorda : VG
- Viti Levu : FJ
- Wake, Île : UM
- Wallis, Îles : WF
- Yap : FM

## Table des codes exceptionnellement réservés par l’ISO 3166/MA
Le tableau suivant a pour but de synthétiser la liste complète des codes ISO 3166-1 affectés de façon exceptionnelle, dans l’ordre alphabétique des codets, tels qu’ils sont désignés par la norme ISO, sur la « plateforme de consultation en ligne » (OBP).
Ces codets alpha-2 ne font pas partie de la norme ISO 3166-1 en tant que telle, mais ont été listés conjointement avec elle car ils sont utilisés dans d’autres normes définies par des membres partenaires de l’ISO (notamment l’UPU, l’ITU, l’ISoc).
Ils remplacent suivant les cas un ou plusieurs codes ISO 3166-1 standards (et peuvent éventuellement faire l’objet d’une affectation de nom de domaine de premier niveau pour l’usage sur Internet.) Ils ne peuvent donc pas faire l’objet d’une normalisation des subdivisions nationales dans ISO 3166-2.
Ces codets correspondent aux 12 cellules jaunes du tableau général.
| alpha -2 | Nom français usuel                   | Nom ISO (en anglais) du territoire | Motif de la réservation exceptionnelle Codet(s) alpha-2 standards remplaçants dans ISO 3166-1 |
| -------- | ------------------------------------ | ---------------------------------- | --- |
| AC       | Ascension                            | Ascension Island                   | Requis par l’Union postale universelle (UPU). SH |
| CP       | Île Clipperton                       | Clipperton Island                  | Requis par l’Union internationale des télécommunications (UIT). FR |
| CQ       | Sercq                                | Sark                               | Requis par le Royaume-Uni. Inscrit, à la demande de l’Internet Engineering Task Force (IETF), sur le registre de l’Internet Assigned Numbers Authority (IANA) pour les étiquettes d'identification de langues conformes au standard technique BCP 47, en tant que sous-étiquette de variante régionale avec la description anglophone « Sark ». GG |
| DG       | Diego Garcia                         | Diego Garcia                       | Requis par l’Union internationale des télécommunications (UIT). IO |
| EA       | Ceuta et Melilla                     | Ceuta, Melilla                     | Requis par l’Organisation mondiale des douanes ou Word Customs Organization (WCO). ES |
| EU       | Union européenne                     | European Union                     | Requis par l’Agence de maintenance de la norme internationale ISO 4217 (mars 1998), en liaison avec la norme ISO 6166 « Valeurs mobilières – Système de numérotation internationale pour l’identification des valeurs mobilières (ISIN) ». En août 1999, extension du champ à toute application ayant besoin de représenter le nom de l’Union européenne. AT, BE, BG, CY, CZ, DE, DK, ES, EE, FI (y compris AX), FR (y compris GF, GP, MF, MQ, RE, YT, mais pas les autres collectivités d’outre-mer françaises, ni NC, ni les autres territoires de souveraineté française), GB (y compris les bases de souveraineté britanniques sur l’île de Chypre intégrés au code GB, ainsi que GI, mais pas les autres territoires d’outre-mer britanniques, ni les possessions de la Couronne britannique en Europe), GR, HR, HU, IE, IT, LT, LU, LV, MT, NL (mais pas les territoires d’outre-mer néerlandais), PL, PT, RO, SE, SI, SK |
| EZ       | Zone euro                            | Eurozone                           | Réservé à la demande du comité de normalisation ISO 6166, norme relative aux titres négociables : système de numérotation pour l’identification des titres négociables internationaux, ou International Securities Identification Numbers (ISIN), conformément aux règlements techniques et normes volontaires attachés à l’accord européen sur les Obstacles techniques au commerce (OTC) ou technical regulations and voluntary standards linked to the European Agreement on Technical Barriers to Trade (TBT). Inscrit depuis, à la demande de l’Internet Engineering Task Force (IETF), sur le registre de l’Internet Assigned Numbers Authority (IANA) pour les étiquettes d'identification de langues conformes au standard technique BCP 47, en tant que sous-étiquette de variante régionale avec la description anglophone « Eurozone ». Mais contrairement à « .eu », le label « .ez » n’a pas été réservé par l’ICANN en tant que nom de domaine de premier niveau et n’est pas inscrit dans la zone racine officielle. |
| FX       | France métropolitaine                | France, Metropolitan               | Requis par la France. FR |
| IC       | Îles Canaries                        | Canary Islands                     | Requis par l’Organisation mondiale des douanes (WCO). ES |
| SU       | Union soviétique (URSS)              | Soviet Union                       | Requis par la Fondation pour le développement d’Internet, ou Foundation for Internet Development (FID). Le territoire de l’ex-URSS correspondait aux 3 pays baltes (les premiers à avoir fait sécession de l’Union) et aux 15 pays lui ayant succédé en adhérant à la Communauté des États indépendants (CEI) lors de sa création : AM, AZ, BY, EE, KG, KZ, LT, LV, MD, RU, TJ, TM, UZ, y compris ceux qui en sont sortis depuis : GE et UA. |
| TA       | Tristan da Cunha                     | Tristan da Cunha                   | Requis par l’Union postale universelle (UPU) SH |
| UK       | Royaume-Uni                          | United Kingdom                     | Requis par le Royaume-Uni. GB |
| UN       | Organisation des Nations unies (ONU) | United Nations Organization        | Requis par le Secrétariat général de l’Organisation des Nations unies. |

## Table des codes réservés pour une durée transitoire par l'ISO 3166/MA
Le tableau suivant a pour but de synthétiser la liste complète des codes ISO 3166-1 réservés (c'est-à-dire supprimés) de façon transitoire, dans l’ordre alphabétique des codets, tels qu’ils sont désignés par la norme ISO, sur la « plateforme de consultation en ligne » (OBP).
Ces suppressions de codes viennent des éclatements ou des changements de nom des pays ou territoires, auxquels ils étaient précédemment affectés.
Ces codets alpha-2 ne font pas partie de la norme ISO 3166-1 en tant que tels, mais ont été listés conjointement avec elle car ils pourront être ré-utilisés à l'issue de la période transitoire.
Ces codets correspondent aux cellules grises du tableau général ci-dessus.
| alpha -2 | Nom français usuel     | Nom ISO (en anglais) du territoire | Motifs et durée de la réservation transitoire Codet(s) alpha-2 standards remplaçants dans ISO 3166-1                                            |
| -------- | ---------------------- | ---------------------------------- | --- |
| AN       | Antilles néerlandaises | Netherlands Antilles               | Progressivement divisé en 2 puis 4 entités en 1986 puis 2010. Réservé de 2010-12 à 2060-12. AW, CW, NL, SX.                                     |
| BU       | Birmanie               | Burma                              | Renommé Myanmar en 1989. Réservé de 1989-12 à 2039-12. MM.                                                                                      |
| CS       | Serbie-et-Monténégro   | Serbia and Montenegro              | Divisé en 2 entités en 2006. Réservé de 2006-09 à 2056-09. ME, RS.                                                                              |
| NT       | Zone neutre            | Neutral Territory                  | ex-Zone neutre Irak-Arabie saoudite de 1922 à 1991 (ex-Zone neutre Koweït-Arabie saoudite n'a pas eu de code ISO) Réservé de 1993-07 à 2043-07. |
| TP       | Timor oriental         | East Timor                         | ex-Timor portugais, annexé par l'Indonésie en 1975, puis indépendant en 2002. Réservé de 2002-05 à 2052-05. TL.                                 |
| YU       | Yougoslavie            | Yugoslavia                         | Progressivement divisé en 6 entités, de 1991 à 2006. Réservé de 2003-07 à 2053-07. BA, HR, MD, ME, RS, SI.                                      |
| ZR       | Zaïre                  | Zaire                              | Renommé république démocratique du Congo en 1997. Réservé de 1997-07 à 2047-07. CD.                                                             |

Il faut noter que le code CS avait été attribué initialement à la Tchécoslovaquie avant d'être réutilisé pour la Serbie-et-Monténégro.

## Table des codes réservés pour une durée indéterminée par l'ISO 3166/MA
Ces codets correspondent aux cellules rouges du tableau général ci-dessus, dans l’ordre alphabétique des codets, tels qu’ils sont désignés par la norme ISO, sur la « plateforme de consultation en ligne » (OBP).
Parmi les 30 codets concernés à mi 2017, les 10 codets « AP, BX, EF, EM, EP, EV, GC, IB, OA et WO » sont demandés par l’Organisation mondiale de la propriété intellectuelle (OMPI) ou World Intellectual Property Organization (WIPO) pour une utilisation dans sa norme ST.3 ; norme qui utilise également certains codets à usage privé de la norme ISO 3166-1 : QZ, XU et XV et qui recommande XX pour coder les pays ou organisations inconnus.
| alpha -2 | Nom français usuel du territoire ou de l'organisation qui a demandé la réservation du codet Motif éventuel de la réservation                                                                          | Nom ISO (en anglais) du territoire ou l'organisation qui a demandé la réservation du codet Motif éventuel de la réservation |
| -------- | --- | --- |
| AP       | Organisation régionale africaine de la propriété industrielle (ORAPI) | African Regional Industrial Property Organization (ARIPO) Refers to African Regional Intellectual Property Organization and reserved at the request of World Intellectual Property Organization (WIPO) for use in Standard ST.3. |
| BX       | Office Benelux de la propriété intellectuelle (OBPI), anciennement Bureau d’enregistrement des marques commerciales et des conceptions du Benelux                                                     | Benelux Intellectual Property Office (BIPO), anciennement Benelux Trademarks and Designs Office (BTDO) Refers to Benelux Office for Intellectual Property and reserved at the request of World Intellectual Property Organization (WIPO) for use in Standard ST.3.                                                                   |
| DY       | | Refers to Benin (BJ, BEN, 204) and to a list of car vehicle distinguishing signs notified to the Secretary-General of the United Nations under 1949 Road Traffic Convention and 1968 Road Traffic Convention. |
| EF       | Union des pays appliquant la Convention relative aux brevets de l’Union européenne (CBE) | Union of Countries under the European Community Patent Convention (ECPC) Refers to Union of Countries under the European Community Patent Convention and reserved at the request of World Intellectual Property Organization (WIPO) for use in Standard ST.3.                                                                        |
| EM       | Office de l’Union européenne pour la propriété intellectuelle (EUIPO), successeur de l’ancien Bureau d’enregistrement des marques commerciales européennes (BME)                                      | European Union Intellectual Property Office (EUIPO), successeur de l’ancien European Trademark Office (ETO) Refers to the European Trademark Office and reserved at the request of World Intellectual Property Organization (WIPO) for use in Standard ST.3.                                                                         |
| EP       | Organisation européenne des brevets (OEB) | European Patent Organization (EPO) Refers to the European Patent Organization and reserved at the request of World Intellectual Property Organization (WIPO) for use in Standard ST.3. |
| EV       | Organisation eurasienne des brevets (OEAB) | Eurasian Patent Organization (EAPO) Requested by World Intellectual Property Organization (WIPO) for use in Standard ST.3. |
| EW       | | Refers to Estonia and to a list of car vehicle distinguishing signs notified to the Secretary-General of the United Nations under 1949 Road Traffic Convention and 1968 Road Traffic Convention. |
| FL       | | Refers to Liechtenstein and to a car vehicle distinguishing signs which are in use but which were not notified to the Secretary-General of the United Nations under the 1949 Convention |
| GC       | Bureau d’enregistrement des brevets du Conseil de coopération des États arabes du Golfe (CCG) | Patent Office of the Cooperation Council for the Arab States of the Gulf (GCC) Refers to the Patent Office of the Cooperation Council for the Arab States of the Gulf (GCC) and reserved at the request of World Intellectual Property Organization (WIPO) for use in Standard ST.3.                                                 |
| IB       | Bureau international (BI) de l’Organisation mondiale de la propriété intellectuelle (OMPI), le successeur des Bureaux Internationaux Réunis pour la Protection de la Propriété Intellectuelle (BIRPI) | International Bureau (IB) of the World Intellectual Property Organization (WIPO), le successeur des United International Bureaux for the Protection of Intellectual Property (UIBIP) Refers to International Bureau of WIPO and reserved at the request of World Intellectual Property Organization (WIPO) for use in Standard ST.3. |
| JA       | | Refers to Jamaica and to the 1949 Road Traffic Convention. Requested by Secretary-General of UN for Road Traffic Conventions. |
| LF       | | Refers Libya Fezzan and to car vehicle distinguishing signs which are in use but which were not notified to the Secretary-General of the United Nations under the 1949 Convention. |
| OA       | Organisation africaine de la propriété intellectuelle (OAPI) | African Intellectual Property Organization (AIPO) Refers to the African Intellectual Property Organization and reserved at the request of World Intellectual Property Organization (WIPO) for use in Standard ST.3. |
| PI       | | Refers to the Philippines and to 1949 Road Traffic Convention. Requested by Secretary-General of UN for Road Traffic Conventions. |
| RA       | | Refers to Argentina and to the 1949 Road Traffic Convention. Requested by Secretary-General of UN for Road Traffic Conventions. |
| RB       | | Refers to Bolivia or to Botswana (identical codes) and to the 1949 Road Traffic Convention. Requested by Secretary-General of UN for Road Traffic Conventions. |
| RC       | | Refers to China and to the 1949 Road Traffic Convention. Requested by Secretary-General of UN for Road Traffic Conventions. |
| RH       | | Refers to Haiti and to a list of car vehicle distinguishing signs notified to the Secretary-General of the United Nations under 1949 Road Traffic Convention and 1968 Road Traffic Convention. |
| RI       | | Refers to Indonesia and to the 1949 Road Traffic Convention. Requested by Secretary-General of UN for Road Traffic Conventions. |
| RL       | | Refers to Lebanon and to the 1949 Road Traffic Convention. Requested by Secretary-General of UN for Road Traffic Conventions. |
| RM       | | Refers to Madagascar and to the 1949 Road Traffic Convention. Requested by Secretary-General of UN for Road Traffic Conventions. |
| RN       | | Refers to Niger and to the 1968 Road Traffic Convention. Requested by Secretary-General of UN for Road Traffic Conventions. |
| RP       | | Refers to the Philippines and to the 1968 Road Traffic Convention. Requested by Secretary-General of UN for Road Traffic Conventions. |
| SF       | | Refers to Finland and to a list of car vehicle distinguishing signs notified to the Secretary-General of the United Nations under 1949 Road Traffic Convention and 1968 Road Traffic Convention. |
| WG       | | Refers to Grenada and to a list of car vehicle distinguishing signs notified to the Secretary-General of the United Nations under 1949 Road Traffic Convention and 1968 Road Traffic Convention. |
| WL       | | Refers to Saint Lucia and to a list of car vehicle distinguishing signs notified to the Secretary-General of the United Nations under 1949 Road Traffic Convention and 1968 Road Traffic Convention. |
| WO       | Organisation mondiale du commerce (OMC) | World Trade Organisation (WTO). Refers to the World Intellectual Property Organization and reserved at the request of World Intellectual Property Organization (WIPO) for use in Standard ST.3. |
| WV       | | Refers to Saint Vincent and to a list of car vehicle distinguishing signs notified to the Secretary-General of the United Nations under 1949 Road Traffic Convention and 1968 Road Traffic Convention. |
| YV       | | Refers to Venezuela and to a list of car vehicle distinguishing signs notified to the Secretary-General of the United Nations under 1949 Road Traffic Convention and 1968 Road Traffic Convention. |